# Prospereño
Prospereño är en ort i Mexiko.   Den ligger i kommunen Saucillo och delstaten Chihuahua, i den nordvästra delen av landet, 1 200 km nordväst om huvudstaden Mexico City. Prospereño ligger 1 180 meter över havet och antalet invånare är 116.
Terrängen runt Prospereño är platt åt sydväst, men åt nordost är den kuperad. Runt Prospereño är det glesbefolkat, med 9 invånare per kvadratkilometer. Närmaste större samhälle är Ciudad Delicias, 16,8 km nordväst om Prospereño. Trakten runt Prospereño består till största delen av jordbruksmark.